# Cegielnia-Murcki
Cegielnia-Murcki – część miasta Katowice, położona na terenie dzielnicy Murcki, przy ulicy Cegielnia Murcki.
Jest to najbardziej na zachód wysunięta osada Murcek. Biegnie przez nią linia kolejowa nr 142, na której w Cegielni-Murcki znajdował się przystanek osobowy Katowice Murcki. Osada swą nazwę wzięła od istniejącego w niej do 1933 roku zakładu wyrabiającego cegły założonego przez książąt pszczyńskich. Za jego działania Cegielnię-Murcki odwiedziła Herzogen z Pszczyny. W Cegielni-Murcki w czasach powojennych istniała także wieża ciśnień oraz odkrywki murckowskiej kopalni. Część budynków Cegielni-Murcki uznawana jest za wartościowe pod względem kulturowym i są to głównie pozostałości cegielni. Główna ulica tej części miasta to Cegielnia Murcki. Przez jej teren przebiegają obecnie Szlak Historii Górnictwa Górnośląskiego i Katowicki Szlak Spacerowy.

## Cegielnia
Cegielnia w Murckach została założona w 1895 roku przez księcia pszczyńskiego. Plany jej budowy sporządzono w Berlinie. W węgiel do wypalania cegły zaopatrywała cegielnię kopalnia „Murcki”. Zakładem administrował Otto Glöye. Cegielnia zatrudniała około 90 robotników, dla których wybudowano dom sypialny. W latach międzywojennych pracowali w niej różni rzemieślnicy, byli oni odpowiedzialni za wypiek cegły oraz prowadzenie np. kuźni i warsztatu ślusarskiego.  Glinę wydobywano z wyrobiska, które znajdowało się za cegielnią. Zakład zamknięto w 1929 natomiast ostateczna jego likwidacja miała miejsce w roku 1933. Do czasów obecnych przetrwał m.in. budynek, który w czasach działania cegielni służył jako skład narzędzi i gdzie mieszkał jej zarządca, czyli Otto Glöye ze swoją rodziną.

## Galeria
| - Wytwórnia betonu i prefabrykatów - Ulica Cegielnia Murcki w kierunku północno-zachodnim - Dom przy ulicy Cegielnia Murcki 1 |